# Alois von Reding

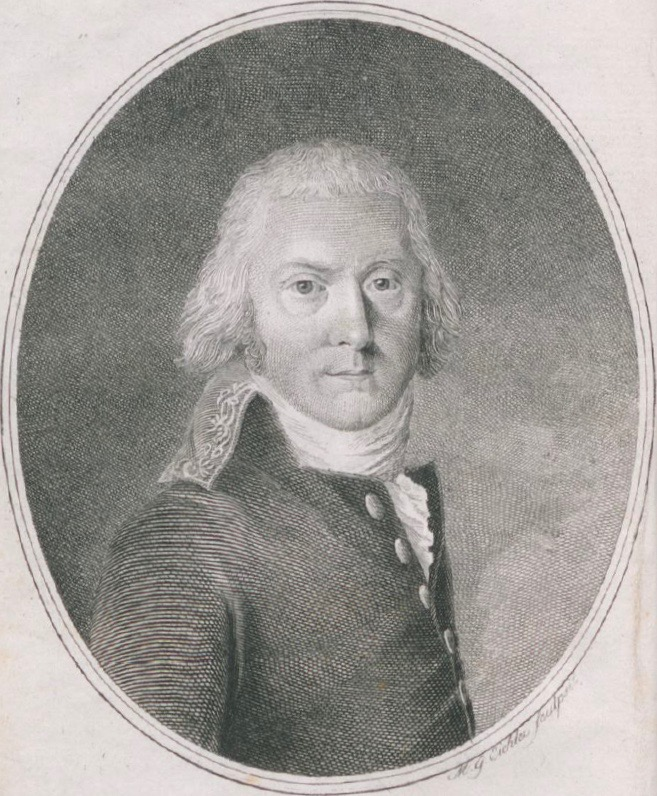
Matthias Gottfried Eichler: Alois von Reding, 1801.

Graf Alois Josef Fridolin Reding von Biberegg (* 6. März 1765 in Schwyz; † 5. Februar 1818 ebendort) war ein Schweizer Politiker und Militär.

## Leben
Seine Eltern waren Theodor Anton Reding von Biberegg (1726–1799), Oberstleutnant in spanischen Diensten, und Magdalena von Biberegg, geborene Freuler. Wie seine Brüder Theodor und Nazar schlug Alois eine militärische Karriere ein und diente bis 1794 in Spanien, zuletzt als Oberstleutnant. Nach seiner Rückkehr wurde er Landeshauptmann des Kantons Schwyz.

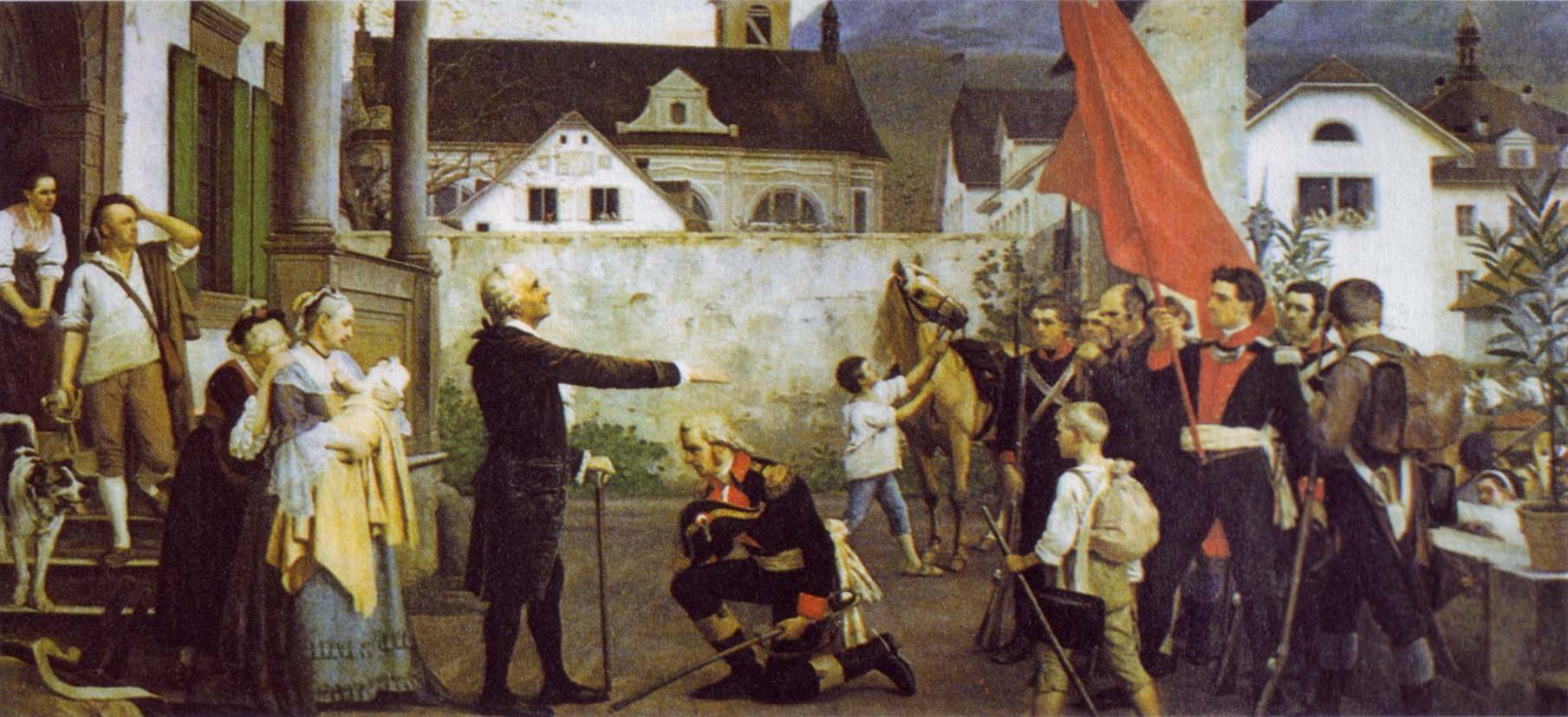
August Weckesser (1821–1899): Alois von Reding nimmt den Segen des Vaters entgegen, bevor er gegen die Franzosen zieht.

Nachdem am 12. April 1798 in Aarau die Helvetische Republik ausgerufen worden war, beschlossen Uri, Schwyz, Nidwalden, Glarus und Zug, ihre Eigenstaatlichkeit (und ihre Untertanengebiete) mit Waffengewalt zu verteidigen, und wählten Reding zum Oberbefehlshaber. Als sie Obwalden und Luzern besetzt hatten und gegen Aarau, Zürich und Bern zogen, rief die neue Regierung die in der Schweiz stationierten französischen Truppen zu Hilfe. Reding siegte zwar am 2. Mai bei Rothenthurm und Morgarten, musste aber angesichts hoher Verluste in eine ehrenvolle Kapitulation einwilligen.
Nach dem Staatsstreich der Föderalisten im Oktober 1801 wurde er Landammann der Helvetischen Republik. Im April 1802 von den Unitariern gestürzt, beteiligte er sich im September an der Konterrevolution (Stecklikrieg). Mit anderen Anführern des Aufstands wurde er einige Monate in der Festung Aarburg inhaftiert. Nach Einführung der Mediationsverfassung durch Napoleon wählten ihn die Schwyzer 1803 und 1809 zum Landammann. Kurz vor dem Tod wurde er von Ludwig XVIII. aus dem Freiherren- in den Grafenstand erhoben.

## Familie
Reding heiratete 1796 Louise Bachmann, eine Tochter des Jost Bachmann.
Anschließend heiratete 1805 Franziska Roggenstiel, eine Tochter des Jost Anton Roggenstiel (1777–1835). Das Paar hatte wenigstens einen Sohn:
- Alois (1810–1889) ⚭ 1843 Euphemia von Sonnenberg (1819–1894), Tochter von Ludwig von Sonnenberg